# Files (Apple)
Files — приложение для управления файлами, разработанное компанией Apple Inc. для устройств под управлением iOS 11 и более поздних версиях, а также для устройств под управлением iPadOS. Обнаруженное в качестве заполнителя в App Store незадолго до Всемирной конференции разработчиков в 2017 году, приложение было официально анонсировано на конференции вскоре после этого. Files позволяет пользователям просматривать локальные файлы, хранящиеся в приложениях, а также файлы, хранящиеся в облачных сервисах хранения, включая iCloud, Dropbox, Google Drive и OneDrive . Это позволяет сохранять, открывать и упорядочивать файлы, включая размещение в структурированных папках и подпапках. iPad могут обмениваться файлы между Files и другими приложениями, в то время как пользователи iPhone могут перетаскивать файлы внутри самих файлов. Дальнейшая организация может быть выполнена с помощью тегов с цветовой кодировкой или пользовательских имен, а постоянная панель поиска позволяет находить файлы внутри папок, но не внутри других приложений. Представление в виде списка позволяет использовать различные параметры сортировки. Приложение предлагает эксклюзивное воспроизведение высококачественных аудиофайлов FLAC, а также предлагает поддержку просмотра текстовых файлов, изображений, «Музыкальных заметок» и Zip-архивов, а также ограниченную поддержку видео.

## История
За несколько часов до Всемирной конференции разработчиков Apple, 5 июня 2017 года разработчик Стив Тротон-Смит обнаружил в App Store заполнитель для приложения «Файлы», для которого требуется iOS 11 . Вскоре после этого Apple официально анонсировала приложение на своей конференции.

## Функции
Files позволяет пользователям просматривать локальные файлы, хранящиеся в приложениях, а также файлы, хранящиеся в облачных хранилищах, включая iCloud, Box, Dropbox, Google Drive, OneDrive и другие. Пользователи могут сохранять, открывать и упорядочивать файлы, включая размещение файлов в структурированных папках и подпапках. На iPad пользователи могут перетаскивать файлы между приложением «Файлы» и другими приложениями, но на iPhone функциональность ограничена только внутри каждого соответствующего приложения. Пользователи могут добавлять к файлам цветные теги и теги с произвольными именами, добавляя их в специальный раздел «Теги». Постоянная панель поиска вверху позволяет находить файлы внутри подпапок, но не выполняет поиск в других приложениях. Представление в виде списка позволяет выполнять дополнительную сортировку по размеру или дате.
При длительном нажатии на файл приложение предлагает несколько вариантов, в том числе «Копировать», «Переименовать», «Переместить», «Поделиться», «Теги», «Информация» и «Удалить». Файлы, хранящиеся в сторонних сервисах, можно копировать на устройство для автономного доступа. Общий доступ к iCloud заимствован из специализированных приложений iWork от Apple и стал стандартизированной функцией операционной системы, позволяющей обмениваться любым файлом в «Files»; специальное приложение «iCloud Drive» удалено, заменено «Files», а iCloud доступен как один из поставщиков облачных хранилищ, к которому пользователи могут подключить приложение. .
Встроенный проигрыватель в приложении «Файлы» позволяет воспроизводить высококачественные аудиофайлы FLAC . Приложение также поддерживает просмотр и извлечение Zip -архивов. Если совместимое приложение не установлено, Files позволяет просматривать текстовые файлы, а эксперименты по просмотру видео в форматах AVI или MOV показали ограниченные, но частично успешные результаты. Изображения и файлы «Music Memo» также можно предварительно просмотреть и воспроизвести.

## Смотрите также
- Finder (программное обеспечение)
- Files (Google)

## Внешние ссылки
- Обзор приложения «Files» для iOS 11 — YouTube